# National (métro de Marseille)
National est une station de la ligne 2 du métro de Marseille. Située boulevard National dans le 3e arrondissement, à proximité de la cité Bellevue, dite « Félix Pyat », elle dessert les quartiers de Saint-Mauront et La Villette.

## Histoire
La station a été ouverte le 14 février 1987, en même temps que le troisième tronçon de la ligne 2 entre Joliette et Bougainville. Elle a été construite selon la méthode de la tranchée couverte.

## Architecture et équipements
La station est décorée d’un mur carrelé orange avec des panneaux de toutes les couleurs sur les deux niveaux qui forment un arc-en-ciel sur chacun des deux quais entre les deux escalators.

## Accès
La station est desservie par les lignes suivantes :
Arrêt National
- Ligne  en direction du Métro Désirée Clary ou de Foch 5 Avenues.
- Ligne   en direction de Canebière (Bourse) ou de Le Canet Jean Jaurès.
- Ligne de soirée   en direction de Canebière (Bourse) ou de La Savine.

## Services
- Service assuré du lundi au dimanche de 5h à 1h.
- Distributeurs de titres: possibilité de régler par billets, pièces, carte bancaire.